# Letana megastridula
Letana megastridula är en insektsart som beskrevs av Sigfrid Ingrisch 1990. Letana megastridula ingår i släktet Letana och familjen vårtbitare. Inga underarter finns listade i Catalogue of Life.